# 豊島区女性殺害遺棄事件
豊島区女性殺害遺棄事件（としまくじょせいさつがいいきじけん）は、2020年9月24日に、保育士の男（当時29歳）が、東京都豊島区内で1人暮らしをしていた女性（当時35歳）のアパートに侵入し、強姦・殺害した後に遺体を栃木県那須町の山中に遺棄した事件である。2人に面識はなく、男は路上で偶然見つけた女性を尾行し、犯行に及んでいた。
逮捕時に強盗・強制性交等罪という被疑罪名がつく事件は珍しく、東京都内では1977年以来44年ぶりのことだった。特に、検察が強盗・強制性交等殺人罪を適用して被告人を起訴した事例は、本事件の他には2017年に発生した座間9人殺害事件の1例のみである。ただし、強盗については起訴後に窃盗へ訴因変更された。

## 事件の経緯
2020年9月24日午後、男は近所に住む面識のない被害者女性を路上で見つけて尾行し、女性が1人暮らしをしていたアパートに侵入した。男は女性に性的暴行を加え、ロープで首を絞めて殺害した。
殺害後、女性が失踪したと偽装するため、女性宅の掃除・指紋のふき取りや、キャリーケースと衣服の持ち出しなどを行った。翌25日、男の親族が所有する那須町内の別荘に遺体を運び、27日に近くの山林に穴を掘って埋めた。
2020年9月25日に父親が警視庁に相談した。防犯カメラの映像を確認したところ、男が被害者女性を含む複数の女性の後をつける様子が記録されていた。なお、本事件においても防犯カメラの映像が重要な傍証となっており、「今、まともな人間は都内で犯罪をしない。すれば防犯カメラ映像がもとになり必ず捕まるから」と語る警視庁の捜査員もいるという。

### 逮捕・裁判
2020年12月5日に警視庁の取り調べで女性の殺害と死体遺棄を自供した。男は遺体が見つかった直後にまず死体遺棄容疑で逮捕された。その後、強盗・強制性交殺人などの容疑で再逮捕された。
2022年3月4日、東京地裁（坂田威一郎裁判長）で裁判員裁判初公判が開かれ、男は「間違いありません」と起訴内容を認めた。検察側は冒頭陳述で「住宅街でわいせつ目的で女性を物色していた」と指摘。無施錠だった女性宅に侵入し、ロープで首を絞め殺害。女性が失踪したと見せかけるため親族が所有する同町内の別荘近くの山林に穴を掘り、遺体を埋めたとした。弁護側は起訴内容は争わず、裁判員に対し「先入観を持たず、冷静に証拠を精査してほしい」などと訴えた。
2022年3月9日、論告求刑公判で検察側は「計画的で卑劣な犯行だ」などとして無期懲役を求刑した。検察側は論告で「被害者が苦しむことも意に介さず、５分以上も首を絞めて殺害した」と指摘。「再犯の恐れもあり、反省も認められない」とした。弁護側は「犯行に計画性はなく、凶器などは用いていない」などと刑の減軽を訴え結審した。
2022年3月17日、東京地裁で行われた判決公判で、男に求刑通り無期懲役の判決が言い渡された。坂田裁判長は、男が性的暴行の隠蔽のために無抵抗の女性を殺害したことにつき、「残忍で身勝手。酌量の余地は全くない」「侵入した見ず知らずの男に命まで奪われ、女性の恐怖や屈辱、無念は筆舌に尽くしがたい」などと指弾した。
被告は判決を不服として控訴。2022年9月21日、東京高裁は一審判決を支持し控訴を棄却した。

## 加害者の男
男は被害者と同じ豊島区に住んでおり、被害者の自宅アパートからは600mほど離れた場所に住んでいた。2013年に福祉系の専門学校を卒業後しばらく介護士として勤務した後、2019年から逮捕されるまで豊島区内の保育園で保育士として働いていた。
日頃から婚活アプリを利用して女性を物色しており、都内や埼玉県内の路上で別の複数の女性に対して身体を触るなどの強制わいせつ事件を3件起こしていたことが判明している。また、2020年11月には新宿区内の女子小学生にわいせつ行為をしていた。